# Happy Umbrella
『Happy Umbrella』（ハッピー・アンブレラ）は、日本のバンド・シナリオアートのメジャー最初のフルアルバム。2015年6月3日にki/oon Recordsより発売。

## 概要
- インディーズ時代唯一のシングル「ホワイトレインコートマン」、ライブでの定番曲「スペイシー」、プロデューサーとしてSEKAI NO OWARIなどのサウンドを手掛けるCHRYSANTHEMUM BRIDGEを迎えた「アオイコドク」「ナイトフライング」を含む全12曲を収録。
- メンバー曰く、「未来は明るいとか、大丈夫とか、夢は素晴らしいとか手放しで歌うのはとても無責任だという事。自分が一番よくわかっていて。だからこそ本気で伝わる表現を考えた。このアルバムが聴く人の心に寄り添える事を信じてやまない」。[1]
- 初回限定盤には、2014年9月18日に代官山UNITで行なわれた「[Chapter ＃5]-ハジメテノワンマン-」のライブ映像を収録したDVDを封入。

## 収録曲・収録映像

### CD
| #         | タイトル                       | 作詞           | 作曲             | 時間  |
| --------- | ------------------------------ | -------------- | ---------------- | ----- |
| 1.        | 「ナイトフライング」           | ハヤシコウスケ | シナリオアート   | 4:41  |
| 2.        | 「アオイコドク」               | ハヤシコウスケ | シナリオアート   | 3:23  |
| 3.        | 「トゥインクリンピーポー」     | ハットリクミコ | シナリオアート   | 4:05  |
| 4.        | 「スペイシー」                 | ハヤシコウスケ | シナリオアート   | 5:07  |
| 5.        | 「ナイトレインボー」           | ハヤシコウスケ | シナリオアート   | 4:57  |
| 6.        | 「フユウ」                     | ハヤシコウスケ | ハヤシコウスケ   | 7:29  |
| 7.        | 「ホワイトレインコートマン」   | ハヤシコウスケ | シナリオアート   | 3:50  |
| 8.        | 「ブロークン」                 | ハヤシコウスケ | シナリオアート   | 2:13  |
| 9.        | 「モクモクカクメイ」           | ハヤシコウスケ | シナリオアート   | 2:26  |
| 10.       | 「チェーンスモーク」           | ハヤシコウスケ | ハヤシコウスケ   | 4:27  |
| 11.       | 「ハイスイコウノサキニ」       | ハットリクミコ | ヤマシタタカヒサ | 3:34  |
| 12.       | 「ウォーターサイドフェアリー」 | ハヤシコウスケ | ハヤシコウスケ   | 5:00  |
| 合計時間: | 合計時間:                      | 合計時間:      | 合計時間:        | 51:12 |

### 初回限定盤DVD
[Chapter ＃5]-ハジメテノワンマン- at 代官山UNIT　2014.09.18
| #   | タイトル                     | 作詞 | 作曲・編曲 |
| --- | ---------------------------- | ---- | ---------- |
| 1.  | 「ナツノマボロシ」           |      |            |
| 2.  | 「ハロウシンパシー」         |      |            |
| 3.  | 「シュッシュポップ」         |      |            |
| 4.  | 「ウォーキングムーン」       |      |            |
| 5.  | 「パラレルルル」             |      |            |
| 6.  | 「ワンターボックスⅡ」        |      |            |
| 7.  | 「フユウ」                   |      |            |
| 8.  | 「アオイコドク」             |      |            |
| 9.  | 「ホワイトレインコートマン」 |      |            |
| 10. | 「ノスタルジックユウグレ」   |      |            |
| 11. | 「スペイシー」               |      |            |